# Thérèse Tietjens
Thérèse Johanne Alexandra Tietjens (Hamburgo, 17 de julio de 1831 - Londres, 3 de octubre de 1877) fue una célebre cantante de opera y oratorio de origen húngaro nacida en Alemania. 
Desarrolló su carrera principalmente en Londres entre 1860-75. Con una voz que abarcó tres octavas fue una de las más importantes sopranos dramáticas de su era.
Estudió en Hamburgo y Viena. Debutó en la primera ciudad en 1849 como Lucrezia Borgia de Gaetano Donizetti -ópera con la que se la asociará por siempre- y que cantó en Fráncfort del Meno y Viena.
En Londres cantó desde 1858, donde heredó los papeles de Giulia Grisi y Giuditta Pasta. 
Sus grandes papeles fueron Lucrezia, Fidelio, Norma, Medea, Donna Anna en Don Giovanni, Fides en Le prophète y Semiramide. 
Adelina Patti, como homenaje a Tietjens, nunca cantó Semiramide en vida de la soprano.
Se retiró en 1877 ya que padecía de cáncer.
Emma Albani trató de sucederla infructuosamente y su cetro fue heredado por Lillian Nordica y Lilli Lehmann.